# Charles Briot
Charles Auguste Briot (n. 19 iulie 1817 la St Hippolyte, Doubs, Franche-Comté - d. 20 septembrie 1882 la Bourg-d'Ault) a fost un matematician francez, cunoscut pentru lucrarea Cours d'Algèbre și pentru studiile despre funcții eliptice.
A fost profesor al matematicienilor români David Emmanuel și al lui Dimitrie Pompeiu.
Lucrările sale au fost studiate de Spiru Haret, pentru teza sa de doctorat, care l-a avut ca președinte al comisiei.
1. 1 2  MacTutor History of Mathematics archive, accesat în 22 august 2017
2. ↑  „Charles Briot”, Gemeinsame Normdatei, accesat în 4 mai 2014
3. ↑  Charles Briot, GeneaStar
4. ↑  Charles Auguste Briot, SNAC, accesat în 9 octombrie 2017
5. 1 2  Autoritatea BnF, accesat în 10 octombrie 2015
6. 1 2 3  Dictionnaire historique des académiciens de Lyon[*] Verificați valoarea |titlelink= (ajutor)
7. ↑  Journal des Mines